# Coras tennesseensis
Coras tennesseensis là một loài nhện trong họ Amaurobiidae.
Loài này thuộc chi Coras. Coras tennesseensis được miêu tả năm 1946 bởi Muma.